# Le Président (film, 1928)
Pour les articles homonymes, voir Le Président.
Pour plus de détails, voir Fiche technique et Distribution.
Le Président (Der Präsident) est un film allemand réalisé par Gennaro Righelli, sorti en 1928.

## Synopsis
Quelque part en Amérique Latine, Pepe Torre, un fermier assez paresseux, n'a qu'un seul passe-temps qui lui procure du plaisir, lire le journal toute la journée. C'est ainsi que Pepe apprend que l'influent et secret dirigeant de son pays Costa Nuova, Conde de Valdez, prévoit de laisser son futur gendre Don Geronimo Cortez se présenter comme un candidat prometteur à la prochaine élection présidentielle. Lorsque la voiture tombe en panne, Pepe rencontre sa future épouse, Manuela de Valdez, et est immédiatement épris d'elle. Désormais, Pepe cherche toutes les occasions d'être proche de Manuela comme se lancer dans la haute politique. Il use d'astuces pour accéder à un réunion politiuque, dans lequel la nomination des candidats présidentiels est décidée et annoncée. Comme Pepe est assez éloquent, il y prononce immédiatement un discours passionné, avec lequel il obtient soudainement l'attention qu'il souhaite.
Le représentant du Parti de la liberté est enthousiasmé par le nouveau venu politique populaire et engage Pepe comme directeur de la publicité. Pepe n'apprend que tardivement que le parti rival a présenté Don Geronimo comme candidat à la présidence. Puisqu'il doit surpasser ce concurrent pour pouvoir, selon lui, conquérir le cœur de Manuela, Pepe, en sa qualité de nouvel agitateur en chef de son parti, annonce à la radio qu'il sera lui aussi candidat au poste de chef d'État de la Costa Nuova. Pepe n'est peut-être ni expérimenté ni poli en sa présence, mais l'agriculteur, qui vient du cœur du peuple, sait gagner le cœur des masses et finit par devenir le nouveau président du pays. En fait, Manuela est maintenant également prête à l'épouser. Bien sûr, Pepe se rend compte trop tard que ce n'est pas son grand amour, mais que Manuela voulait simplement être la femme du président. Profondément déçu, Pepe envisage alors de démissionner immédiatement de ses fonctions. Au moment décisif, cependant, Manuela assure à la tribune du nouveau peuple qu'elle aussi a développé des sentiments pour lui.

## Fiche technique
- Titre original : Der Präsident
- Titre français : Le Président
- Réalisation : Gennaro Righelli
- Scénario : Franz Schulz et Joseph Than d'après le roman Der Präsident von Costa Nueva de Louis de Wohl
- Photographie : Akos Farkas et Mutz Greenbaum
- Pays d'origine : République de Weimar
- Format : Noir et blanc - 1,33:1 - Film muet
- Genre : drame
- Date de sortie : 1928

## Distribution[1]
- Ivan Mosjoukine : Chico / Pepe Torre
- Nikolai Malikoff : Conde de Valdez
- Suzy Vernon : Donna Manuela
- Luigi Serventi : Don Germo / Geronimo Cortez
- Heinrich Schroth : Deon Ramirez